# 장세헌
장세헌(張世憲, 1923년 12월 18일~2024년 2월 13일)은 대한민국의 화학자, 대학교수이다.

## 생애
그는 1923년 서울에서 태어나 1941년부터 1943년까지 경성제국대학 예과에서 수학하고 1946년 경성제국대학/경성대학(현 서울대학교) 이공학부 화학과를 졸업, 1960년 미국 유타대학교 대학원에서 화학박사학위를 취득했다. 경성대학 졸업과 동시에 1946년 동대학 화학과 교수조무원(조교, 조교수)으로 임명되었고, 같은 해 경성대학이 서울대학교에 통합되어 이에 서울대학교 문리과대학 화학과에서 학생들을 지도하게 되었다. 동시에 1980년부터 1982년까지 대한화학회 회장을 역임했고 1981년부터 대한민국학술원 자연 제1분과 회원이 되었다. 그의 연구분야는 물리화학, 그중에서도 액체구조이론과 계면화학이다.
1946년부터 1948년까지는 콜로이드 분산계의 생성과 물리적 성질을 중심으로 연구했고 박사과정을 위해 유학한 미국 유타대학교 대학원에서는 1958년 아이링(Henry Eyring) 교실에 들어가 액체이론 및 통계열역학 등을 배웠다. 이를 바탕으로 분자의 기본 성질로부터 액체의 표면장력을 통계열역학적으로 계산해 내는 이론적 연구를 시작했으며, 미량천칭(microbalance)을 이용하여 흡착 정도를 측정하는 흡착량 실험에도 이론 연구 경험을 접목시켰다.
미국에서 박사과정을 마치고 1961년 무렵 서울대학교로 돌아왔으나, 미국에서와 같은 수준의 실험을 할 여건이 되지 않았다. 결국 그는 실험 대신 이론에 집중해 액체이론을 바탕으로 액체 구조를 계산하는 연구를 진행하였고 1960년대 중반에는 직접 미량천칭을 개량해 사용하기도 했다. 그의 서울대학교에서의 본격적인 연구는 1980년대 중반 이후부터 이루어졌다. 그리고 1989년 서울대 화학과 교수직에서 퇴임하였다.

## 학력
- 경성제국대학 예과 (이과 / 수료)
- 경성제국대학 (화학 / 학사)
- 유타 대학교 (화학 / 박사)

## 경력
- 서울대학교 화학부 교수
- 서울대 화학과 학과장
- 대한민국학술원 회원
- 대한화학회 회장
- 한국과학기술한림원 종신회원

## 저서
- 일반화학
- 일반화학실험서
- 화학열역학
- 물리화학

## 가족 관계
- 아버지: 장지영 (張志暎, 1887년 ~ 1976년) - 한글학자
- 동생: 장세희 (張世熹, 1927년 ~ 1997년 10월 24일)
- 배우자: 미상 (? ~ 1990년 12월 28일)
  - 장남: 장직현 (張直鉉, 1950년 ~ )
    - 첫째 며느리: 이행우

  - 차남: 장태현 (張台鉉, 1953년 ~ )
    - 둘째 며느리: 김신조
      - 손자: 장완수

  - 딸: 장백경, 장숙경
    - 사위: 김원곤